# Орден Бахрейна
Орден Бахрейна – государственная награда Королевства Бахрейн.

## История
Орден Бахрейна был учреждён в 1976 году эмиром Иса II бин Салман аль-Халифа в качестве награды за заслуги перед государством на военном, дипломатическом или гражданском поприщах.

## Степени
Орден Бахрейна имеет пять классов:
- 1 класс – золотой знак ордена на чрезплечной ленте и золотая звезда на левой стороне груди.
- 2 класс – золотой знак ордена на шейной ленте и серебряная звезда на левой стороне груди.
- 3 класс – серебряный знак ордена на шейной ленте.
- 4 класс – золотой знак на нагрудной ленте.
- 5 класс – серебряный знак на нагрудной ленте.

| Орденские планки |         |         |         |         |
| 1 класс          | 2 класс | 3 класс | 4 класс | 5 класс |

## Описание
Знак ордена состоит из основания и двух накладок. Основание – восьмиконечная звезда с округлыми лучами, перетекающими от одного к другому. На лучи нанесён рельеф пальмового листа. Верхний луч венчает вписанный в окружность полумесяц (1 класс – инструктированный жемчугом), к которому крепится кольцо.
На основание наложена накладка в виде восьмиконечной звезды красной эмали с округлыми лучами, перетекающими от одного к другому.
Вторая накладка представляет собой круглый медальон с широкой каймой белой эмали. В медальоне с тонкой каймой красной эмали рельефное погрудное изображение правящего монарха. На белой кайме надпись на арабском языке: «Бог, Нация, Эмир, Бахрейн».
Знак при помощи кольца крепится к орденской ленте.
Звезда ордена аналогична знаку, но без венчающего луч полумесяца. Звезда 1 класса – на основании поверх рельефа пальмового листа нанесено изображение полумесяца, в соединении рогов которого помещена жемчужина.
Орденская лента шёлковая муаровая красного цвета с белой полосой по центру обременённой чёрной полоской по центру.